# نظام جديد (إندونيسيا)
نظام جديد هو المصطلح الذي صاغه الرئيس الإندونيسي الثاني سوهارتو لوصف نظامه عندما وصل إلى السلطة في عام 1966. استخدم سوهارتو هذا المصطلح لمقارنة حكمه مع سلفه سوكارنو الملقب بـ «النظام القديم». أصبح مصطلح «النظام الجديد» في الآونة الأخيرة مرادفًا لسنوات حكم سوهارتو (1966-1998).
مباشرة بعد محاولة الانقلاب في عام 1965 كان الوضع السياسي غير مؤكد، لكن النظام الجديد لسوهارتو وجد دعمًا شعبيًا كبيرًا من الجماعات التي تريد الانفصال عن مشاكل إندونيسيا منذ استقلالها. يلخص «جيل 66» الحديث عن مجموعة جديدة من القادة الشباب والفكر الفكري الجديد. في أعقاب النزاعات المجتمعية والسياسية في إندونيسيا وانهيارها الاقتصادي وانهيارها الاجتماعي في أواخر الخمسينيات حتى منتصف الستينيات، التزم «النظام الجديد» بتحقيق النظام السياسي والحفاظ عليه وعلى التنمية الاقتصادية وإزالة المشاركة الجماعية في المجتمع والعملية السياسية. وهكذا كانت سمات «النظام الجديد» الذي تأسس في أواخر الستينيات من القرن الماضي وأعطى دورًا سياسيًا قويًا للجيش والبيروقراطية والتنظيم المؤسسي للمنظمات السياسية والمجتمعية، والقمع الانتقائي الفعال للمعارضين. ظلت معاداة الشيوعية الحادة السمة المميزة للنظام للسنوات 32 اللاحقة.
في غضون بضع سنوات أصبح العديد من حلفائه الأصليين غير مبالين أو معارضين للنظام الجديد، الذي تألف من فصيل عسكري تدعمه مجموعة مدنية ضيقة. من بين معظم الحركة المؤيدة للديمقراطية التي أجبرت سوهارتو على الاستقالة في الثورة الإندونيسية عام 1998 ثم اكتسبت السلطة، أصبح مصطلح «النظام الجديد» يستخدم بشكل مزعج. يتم استخدامه بشكل متكرر لوصف الشخصيات التي كانت إما مرتبطة بفترة سوهارتو، أو الذين أيدوا ممارسات نظامه الاستبدادي، مثل الفساد والتواطؤ والمحاباة.

## توطيد السلطة
كان يسمى «النظام الجديد» للتمييز و«الأفضل» عن «النظام القديم» لسوكارنو. تمت ترقية بانتشاسيلا كأيديولوجية وطنية، وهي الأفكار التي أدخلت مسبقًا الأديان مثل الهندوسية أو الإسلام. حصل سوهارتو على قرار برلماني في عام 1978 يلزم جميع المنظمات في إندونيسيا بالالتزام بـ بانتشاسيلا كمبدأ أساسي. أسس برنامج التلقين بانتشاسيلا الذي يجب أن يحضره جميع الإندونيسيين من طلاب المدارس الابتدائية إلى العاملين في المكاتب. بانتشاسيلا مجموعة مبهمة وعامة إلى حد ما من المبادئ التي صاغها سوكارنو في عام 1945، تم الترويج لها بقوة كأيديولوجية وطنية مقدسة تمثل الحكمة القديمة للشعب الإندونيسي حتى قبل دخول الأديان الأجنبية مثل الهندوسية أو الإسلام. في خطاب ألقاه في يوليو 1982 والذي عكس افتتانه العميق بالمعتقدات الجاوية، قام سوهارتو بتمجيد بانتشاسيلا كمفتاح للوصول إلى الحياة المثالية للانسجام مع العلاقة مع الله والعلاقة مع الناس والشعب. لكن من الناحية العملية استغلت حكومة سوهارتو غموض البانكاسيلا لتبرير أفعالهم وإدانة خصومهم على أنهم «مناهضون للبانكاسيلا». سمحت سياسة«الوظيفة المزدوجة» للجيش بدور نشط في جميع مستويات الحكومة والاقتصاد والمجتمع الإندونيسي.

### الاستقرار السياسي
اعتمد سوهارتو على الجيش للحفاظ على الأمن الداخلي بلا رحمة، التي نظمتها قيادة عملية استعادة الأمن والنظام ووكالة تنسيق المخابرات الحكومية. للحفاظ على السيطرة الصارمة على البلاد، وسع سوهارتو النظام الإقليمي للجيش إلى مستوى القرية، في حين تم تعيين ضباط الجيش كرؤساء إقليميين تحت عنوان «الوظيفة المزدوجة» للجيش. بحلول عام 1969 كان 70 ٪ من حكام المقاطعات في إندونيسيا وأكثر من نصف رؤساء المقاطعات من الضباط العسكريين النشطين. أذن سوهارتو لعملية أوبراسي تريسولا التي دمرت فلول حزب العمال التي تحاول تنظيم قاعدة حرب العصابات في منطقة بليتار في عام 1968 وأمرت بالعديد من العمليات العسكرية التي أنهت التمرد الشيوعي في غرب كاليمانتان (1967-1972). أدت الهجمات على عمال النفط من خلال التجسيد الأول لحركة أتشيه الحرة بقيادة حسن دي تيرو في عام 1977 إلى إرسال مفرزات صغيرة من القوات الخاصة التي قتلت أو أجبرت أعضاء الحركة على الفرار إلى الخارج بسرعة. الجدير بالذكر أنه في مارس 1981 أذن سوهارتو بمهمة ناجحة للقوات الخاصة لإنهاء اختطاف طائرة جارودا إندونيسيا من قبل المتطرفين الإسلاميين في مطار دون موانج في بانكوك.
للامتثال لاتفاقية نيويورك لعام 1962 التي تطلبت إجراء استفتاء حول دمج غرب إيريان في إندونيسيا قبل نهاية عام 1969، بدأت حكومة سوهارتو في تنظيم ما يسمى «قانون الاختيار الحر» المقرر في يوليو - أغسطس 1969. الحكومة أرسلت قوات الجيش الخاصة والتي ضمنت استسلام العديد من العصابات من الميليشيات المنظمة الهولندية السابقة بشكل عام في الأدغال منذ سيطرة إندونيسيا في عام 1963، بينما أرسل متطوعين كاثوليك لتوزيع السلع الاستهلاكية لتعزيز المشاعر المؤيدة لإندونيسيا. في مارس 1969 تم الاتفاق على أن يتم الاستفتاء عبر 1025 من زعماء القبائل، مستشهدين بالتحدي اللوجستي والجهل السياسي للسكان. باستخدام الاستراتيجية المذكورة أعلاه، أصدر الاستفتاء قرارًا بالإجماع للاندماج مع إندونيسيا، والذي أشارت إليه الجمعية العامة للأمم المتحدة على النحو الواجب في نوفمبر 1969.

### الإسلام السياسي
في ظل حكم سوهارتو تم قمع قادة الإسلام السياسي، وراقبت الحكومة الإندونيسية المسلمين المتدينين بعناية. قام العديد من الجنرالات المسيحيين الذين خدموا تحت حكم سوهارتو مثل ليوناردوس بنيامين مرداني باضطهاد المسلمين المتدينين بشكل نشط في الجيش الإندونيسي، والذي وصف بأنه «معادٍ للإسلام»، وحرموا الترقيات للمسلمين المتدينين، ومنعهم من الصلاة في الثكنات ومنعهم حتى من استخدام التحية الإسلامية «السلام عليكم»، وهذه السياسات المعادية للإسلام كانت مدعومة بالكامل من قبل سوهارتو، على الرغم من أن سوهارتو مسلم، حيث اعتبر الإسلام السياسي تهديدًا لسلطته. وبالتحديد تحدث الجنرال المسيحي ثيو سيافي الذي عمل أيضًا تحت حكم سوهارتو ضد الإسلام السياسي الذي وصل إلى السلطة في إندونيسيا، وأهان القرآن والإسلام في ملاحظات وصفت بأنها معادية للإسلام. علاوة على ذلك تم حظر الحجاب لفترة وجيزة (1980-1991) في المدارس الحكومية.

### الاقتصاد
جند الرئيس الجديد مجموعة من الاقتصاديين الإندونيسيين الذين تلقوا تعليمًا أمريكيًا في الغالب، أطلق عليها اسم «مافيا بيركلي»، لصياغة سياسة اقتصادية حكومية. من خلال خفض الإعانات والديون الحكومية، وإصلاح آلية سعر الصرف، حيث انخفض التضخم من 660٪ في عام 1966 إلى 19٪ في عام 1969. وتم تخفيف خطر المجاعة من خلال تدفق شحنات مساعدات الأرز التي تقدمها الوكالة الأمريكية للتنمية الدولية في عام 1967 إلى 1968.
إدراكًا لندرة رأس المال المحلي القادر على تجديد النمو، عكست سياسات سوهارتو الاكتفاء الذاتي من خلال فتح قطاعات اقتصادية مختارة من البلاد للاستثمار الأجنبي بموجب قانون الاستثمار الأجنبي الجديد في يناير 1967 (يحتوي على إعفاءات ضريبية سخية وحرية حركة الأموال). سافر سوهارتو نفسه إلى أوروبا الغربية واليابان في سلسلة من الرحلات لتشجيع الاستثمار في إندونيسيا، بدءًا من قطاع الموارد الطبيعية. من بين أوائل المستثمرين الأجانب الذين عادوا إلى إندونيسيا كانت شركات التعدين، تليها فيما بعد استثمارات كبيرة من الشركات اليابانية والكورية الجنوبية والتايوانية. منذ عام 1967 تمكنت الحكومة من تأمين مساعدة أجنبية منخفضة الفائدة من عشر دول تم تجميعها في إطار المجموعة الحكومية الدولية حول إندونيسيا لتغطية عجز ميزانيتها.
أصدرت حكومة سوهارتو قانون الاستثمار المحلي في يونيو 1968 للسماح بتطوير طبقة رأسمالية محلية قادرة على تحفيز النمو الاقتصادي لتكملة الشركات القائمة المملوكة للدولة. شهدت أواخر الستينيات وأوائل السبعينيات ظهور رجال أعمال محليين (معظمهم من الإندونيسيين الصينيين) في قطاع الصناعات الخفيفة لاستبدال الواردات مثل مجموعة أسترا ومجموعة سليم.